# Austin Stowell
Pour les articles homonymes, voir Stowell.
Austin Stowell est un acteur américain né le 24 décembre 1984 à Kensington dans le Connecticut.

## Biographie
Austin Stowell est né le 24 décembre 1984 à Kensington dans le Connecticut. Son père, Robert Stowell est sidérurgiste et sa mère Elizabeth Stowell est enseignante.
Il a deux frères, Daniel et Ryan.
En 2003, il est diplômé de la Berlin High School. Par la suite, il suit une formation en art dramatique à l'Université du Connecticut à Storrs. Il a obtenu un baccalauréat en beaux-arts en 2007.

## Carrière
Il fait ses premiers pas à la télévision en 2009 dans La Vie secrète d'une ado ordinaire avec Shailene Woodley.
Il commence sa carrière au cinéma en 2011 dans est principalement connu pour avoir joué dans le film L'Incroyable Histoire de Winter le dauphin de Charles Martin Smith. Il reprend son rôle en 2014 dans la suite, L’Incroyable Histoire de Winter le dauphin 2. Cette même année, il joue dans Whiplash de Damien Chazelle et Mauvaises Fréquentations.
En 2015, il incarne l'aviateur Francis Gary Powers dans Le Pont des espions de Steven Spielberg.
En 2017, il est à l'affiche des films Battle of the Sexes de Jonathan Dayton et Valerie Faris, Stratton de Simon West et Colossal de Nacho Vigalondo.
En 2020, il joue dans un épisode d'Histoires fantastiques avec Kerry Bishé et dans le film d'horreur Nightmare Island de Jeff Wadlow, avec Lucy Hale, qu'il retrouve l'année suivante dans The Hating Game.
En 2022, il tourne à la télévision dans Respirer, A Friend of the Family et The White Lotus. L'année suivante, il retrouve Shailene Woodley dans la série Three Women.

## Filmographie

### Cinéma

#### Longs métrages
- 2011 : L'Incroyable Histoire de Winter le dauphin (Dolphin Tale) de Charles Martin Smith : Kyle Connellan
- 2011 : Puncture d'Adam et Mark Kassen : L'ambulancier
- 2013 : Amour et honneur (Love and Honor) de Danny Mooney : Dalton Joiner
- 2014 : Whiplash de Damien Chazelle : Ryan
- 2014 : Mauvaises Fréquentations (Behaving Badly) de Tim Garrick : Kevin Carpenter
- 2014 : L’Incroyable Histoire de Winter le dauphin 2 (Dolphin Tale 2) de Charles Martin Smith : Kyle Connellan
- 2014 : Warren de Alex Beh : Ted Cordon
- 2015 : Le Pont des espions (Bridge of Spies) de Steven Spielberg : Francis Gary Powers
- 2016 : Les Insoumis (In Dubious Battle) de James Franco : Eddie
- 2017 : Battle of the Sexes  de Jonathan Dayton et Valerie Faris : Larry King
- 2017 : Stratton de Simon West : Hank
- 2017 : Colossal de Nacho Vigalondo : Joel
- 2017 : The Long Home de James Franco
- 2018 : Horse Soldiers (12 Strong) de Nicolai Fuglsig : Sergent Fred Falls
- 2018 : Higher Power (en) de Matthew Charles Santoro : Michael
- 2019 : Swallow de Carlo Mirabella-Davis : Richie Conrad
- 2020 : Nightmare Island (Fantasy Island) de Jeff Wadlow : Patrick
- 2021 : The Hating Game de Peter Hutchings : Joshua Templeman (également producteur exécutif)

#### Courts métrages
- 2011 : Can You Watch This de Jack McWilliams : Le bon samaritain
- 2012 : Without a Mom de William Branden Blinn : Brooklyn
- 2013 : Cause of Death de Alberto Belli : Un garçon dans les douches
- 2014 : I Can See You de Lucy Butler : Derek à 26 ans

### Télévision

#### Séries télévisées
- 2009 : Secret Girlfriend (en) : Chad
- 2009 - 2011 : La Vie secrète d'une ado ordinaire : Jesse
- 2010 : NCIS : Los Angeles : Caporal de la marine James Winston
- 2015 : Public Morals (en) : Sean O'Bannon
- 2019 : Catch 22 : Nately
- 2020 : Histoires fantastiques (Amazing Stories) : Lieutenant Theodore Cole
- 2022 : Respirer (Keep Breathing) : Sam
- 2022 : A Friend of the Family : L'agent du FBI Peter Walsh
- 2022 : The White Lotus : Un client de l'hôtel
- 2023 : Three Women : Aiden
- 2024 : NCIS: Origins : Leroy Jethro Gibbs

#### Téléfilms
- 2013 : Ma vie avec Liberace (Behind the Candelabra) de Steven Soderbergh : un garçon
- 2013 : A Way Back Home de Mark Jean : Trey Cole